# Мескалеро-чирикауанский апаче
Мескалеро-чирикауанский апаче (Mescalero-Chiricahua, Mescalero-Chiricahua Apache) — находящийся под угрозой исчезновения южноатабаскский язык, на котором говорят племена мескалеро и чирикауа, которые проживают в резервации Мескалеро, а некоторые чирикауа в Форт-Силл штата Оклахома и Нью-Мексико в США. Имеет диалекты мескалеро и чирикауа.